# Asmeringa senegalensis
Asmeringa senegalensis är en tvåvingeart som beskrevs av Canzoneri 1980. Asmeringa senegalensis ingår i släktet Asmeringa och familjen vattenflugor.
Artens utbredningsområde är Senegal. Inga underarter finns listade i Catalogue of Life.